# Juan Pedro Gutiérrez
Pour les articles homonymes, voir Juan Gutiérrez et Gutiérrez.
Juan Pedro "Juanpi" Gutiérrez (né le 10 octobre 1983 à Nueve de Julio, dans la Province de Buenos Aires en Argentine) est un joueur de basket-ball argentin. Il joue aux postes d'ailier fort et de pivot.

## Palmarès
- Jeux olympiques d'été
  -  Médaille de bronze aux Jeux olympiques de 2008 à Pékin, en Chine

- Championnat des Amériques
  -  Vainqueur du Championnat des Amériques 2001 à Neuquén
  -  Vainqueur du Championnat des Amériques 2011 à Mar del Plata
  -  Médaille d'argent au Championnat des Amériques 2005 à Saint-Domingue
  -  Médaille d'argent au Championnat des Amériques 2007 à Las Vegas
  -  Médaille de bronze au Championnat des Amériques 2009 à San Juan